# Hermann Hager
Hermann Hager (Berlino, 3 gennaio 1816 – Neuruppin, 24 gennaio 1897) è stato un farmacista e scrittore tedesco.

## Biografia
Fu redattore della Pharmazeutische Centralhalle di Berlino e promosse la scienza farmaceutica.

## Opere
- Das Mikroskop und seine Anwendung : ein Leitfaden bei mikroskopischen Untersuchungen für Beamte der Sanitäts-Polizei, Aerzte, Apotheker, Schullehrer etc. . Springer, Berlin 1866 Digital edition by the University and State Library Düsseldorf
- Pharmacopoeae recentiores Anglica, Gallica, Germaniae, Helvetica, Russiae inter se collatae : Supplementum Manualis pharmaceutici Hageri . Günther, Vratislaviae 1869 Digital edition by the University and State Library Düsseldorf
- Technik der pharmaceutischen Receptur . Springer, Berlin 3rd ed. 1875 Digital edition / 4th ed. 1884 Digital edition by the University and State Library Düsseldorf
- Manuale Pharmaceuticum (“Manual of pharmacology,” vol. i., 6th ed. 1891; vol. ii., 3d ed. 1876) (Vol. primum 1861 Digital edition) (4th ed. 1875 Digital edition) (6th ed. 1892 Digital edition by the University and State Library Düsseldorf)
- Commentar zur Pharmacopoea Germanica : mit zahlreichen in den Text gedruckten Holzschnitten. Band 1 . Springer, Berlin 1873 Digital edition by the University and State Library Düsseldorf
- Commentar zur Pharmacopoea Germanica : mit zahlreichen in den Text gedruckten Holzschnitten. Band 2 . Springer, Berlin 1874 Digital edition by the University and State Library Düsseldorf
- Handbuch der pharmaceutischen Praxis : für Apotheker, Ärzte, Drogisten und Medicinalbeamte Bd. 1-2 . Springer, Berlin 1876 - 1884 Digital edition / 1900-1920 Digital edition by the University and State Library Düsseldorf
- Commentar zur Pharmacopoea Germanica : mit zahlreichen in den Text gedruckten Holzschnitten. Band 1 . Springer, Berlin Ed. altera 1883 Digital edition by the University and State Library Düsseldorf
- Commentar zur Pharmacopoea Germanica : mit zahlreichen in den Text gedruckten Holzschnitten. Band 2 . Springer, Berlin Editio II. 1884 Digital edition by the University and State Library Düsseldorf
- Erster Unterricht des Pharmaceuten . Band 1: Chemisch-pharmaceutischer Unterricht in 125 Lectionen . Springer, Berlin 4. Aufl. 1885 Digital edition by the University and State Library Düsseldorf
- Hagers Untersuchungen . Vol.1-2 . Günther, Leipzig 2nd ed. 1885-1888 Digital edition by the University and State Library Düsseldorf
- Das Mikroskop und seine Anwendung (“The microscope and its application,” 7th ed. 1886).
- Handbuch der pharmazeutischen Rezeptirkunst (“Handbook of prescriptions,” 5th ed. 1890)
- Kommentar zum Arzneibuch für das Deutsche Reich . Volume 1.3 - 3.3 Springer, Berlin 3rd ed. [Pharmacopoea Germanica, editio III] 1891 - 1895 Digital edition by the University and State Library Düsseldorf